# Coptopteryx platana
Coptopteryx platana (Giglio-Tos, 1915) es una especie de mantis de la familia Coptopterygidae.

## Distribución geográfica
Se encuentra en Argentina y en Uruguay.